# Teresa Margolles
Teresa Margolles (Culiacán, 1963) is een Mexicaans fotograaf, videograaf en performancekunstenaar.
Margolles onderzoekt als kunstenares de maatschappelijke oorzaken en gevolgen van de dood. Ze werkte vroeger in het collectief SEMEFO waar ze zich met gruwelijke beelden rechtstreeks op de dood richtte. Haar focus wijzigde zich na haar ervaring met het stadsmortuarium waar ze zag dat het een weerspiegeling van de maatschappij is. 
In 2012 werd ze bekroond met een Prins Claus Prijs.

## Solotentoonstellingen
- 2004: Museum für Moderne Kunst, Frankfurt am Main
- 2005: Guggenheim Museum, New York
- 2008: Kunsthalle Krems, Krems an der Donau, Oostenrijk
- 2009: Biënnale van Venetië (Mexicaans paviljoen)
- 2010: Fridericianum, Kassel, Margolies, Teresa. Frontera